# جيمس ويست (صحفي)
جيمس ويست (بالإنجليزية: James West)‏ هو صحفي أسترالي، ولد في 21 فبراير 1982.